# Heidi Parviainen
Pour les articles homonymes, voir Parviainen.
Heidi Parviainen, née le 8 mars 1979 à Espoo (Finlande), est une soprano lyrique classique finlandaise, également professeur de chant. 
Elle est surtout connue pour être la chanteuse de son groupe de métal cinématique Dark Sarah et en tant qu'ancienne chanteuse principale du groupe de métal symphonique finlandais Amberian Dawn. Avant de travailler avec Amberian Dawn, elle a joué du clavier et fourni des voix de fond pour le groupe Iconofear.

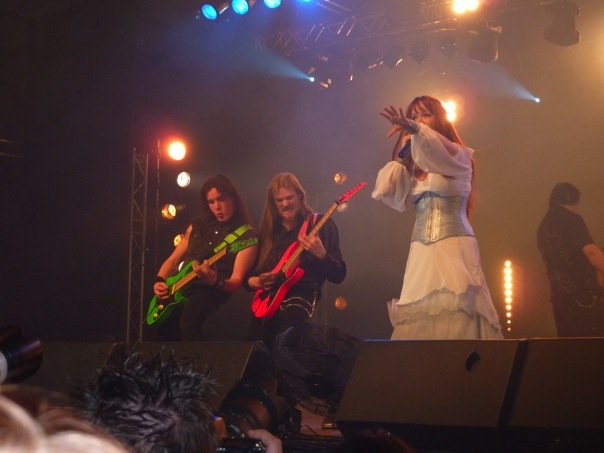
Amberian Dawn se produisant au Metal Female Voices Fest lors de leur tournée The Clouds of Northland Thunder.